# Intill helvetets portar
Intill helvetets portar är en svensk dramafilm från 1948 i regi av Göran Gentele. I huvudrollerna ses Lars Hanson och Gunnel Broström.

## Handling
En kärnfysiker tänker om då hans egen son drabbas av leukemi.

## Om filmen
Filmen premiärvisades den 8 november 1948 på biograferna Röda Kvarn i Stockholm och Uppsala. Den spelades in i Filmstaden i Råsunda, med exteriörer från Nobelinstitutet för fysik med flera platser i Stockholm av Martin Bodin. Nobelinstitutet användes också för vissa interiörer, som föreläsningssalen, biblioteket och laboratoriet med dess Cockcroft–Walton generator(en). Som förlaga hade man en filmidé av Sven Stolpe.
Skådespelaren Nils Dahlgren gör här sin sista filmroll. Han avled någon vecka före premiären.
Intill helvetets portar har visats i SVT, bland annat 1988, 1993, 2000, 2021, 2023 och i juli 2025.

## Rollista i urval
- Lars Hanson – professor Victor Barring, atomfysiker
- Gunnel Broström – Eva Barring, hans brorsdotter
- Olof Bergström – Arne Hedberg, fil. lic.
- Nils Dahlgren – lektor Harald Barring, Victors bror, Evas far
- Anna Lindahl – Margit Barring, Victors hustru
- Arne Ragneborn – Bengt Barring, Victors och Margits son
- Georg Funkquist – doktor Emil Kanzel
- Wiktor "Kulörten" Andersson – Ekman, vaktmästare
- David Erikson – direktör Ewers, Kanzels bulvan
- Erik Rosén – överläkare
- Magnus Kesster – Kanzels underhuggare
- Harry Ahlin – Kanzels underhuggare
- Sven Bergvall – preses i Kungl. Vetenskapsakademien
- Nils Johannisson – mötesledare
- Ivar Wahlgren – debattåhörare
- Erland Colliander – debattåhörare

## Filmmusik i urval
- Svenskt festspel, kompositör August Söderman, instrumental
- Haste, kompositör Ludo Philipp, instrumental
- Traffic, kompositör Wilfred Burns, instrumental